# William Temple (governador)

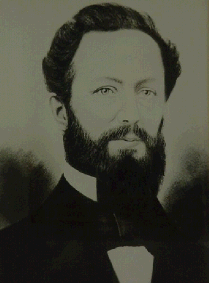

William Temple (28 de fevereiro de 1814 - 28 de maio de 1863) foi um político norte-americano que foi governador do estado do Delaware, no período de 1846 a 1847, pelo Partido Whig.